# Ante Kusić
Ante Kusić (Grabovac, 23. siječnja 1922. – Split, 22. listopada 2007.) bio je hrvatski katolički svećenik, teolog i filozof. 

## Životopis
Završio je biskupsku klasičnu gimnaziju u Splitu 1941. godine. Zatim je diplomirao na zagrebačkom Bogoslovnom fakultetu 1948. i doktorirao 1958. tezom „Filozofsko-kršćanska problematika kod Karla Jaspersa”. Za svećenika je zaređen 1945. godine.
Predavao je filozofske predmete na Visokoj bogoslovskoj školi u Splitu i Zadru. Bio je gostujući profesor na sveučilištima u Heidelbergu, Krakovu, Varšavi i Lublinu. Od 1966. bio je kanonikom Stolnoga kaptola u Splitu.

## Glavna djela
- „Filozofski pristupi Bogu” (Split, 1980.)
- „Suvremena misao – izazov vjeri” (Duvno, 1982.)
- „O parapsihologiji i smrti” (Split, 1984.)
- „Humanizam i kršćanstvo” (Zagreb, 1995.)
- „Krist – počelo i svrha svega” (Đakovo, 1997.)
- „Nedjeljne i blagdanske propovijedi. Odgoj za čovječnost, A.” (Đakovo, 1998.)
- „Nedjeljne i blagdanske propovijedi. Odgoj za savjesnost u spektru liturgijskih obreda, B.” (Đakovo, 1999.)
- „Nedjeljne i blagdanske propovijedi. Odgoj za vječnost u spektru liturgijskih obreda, C.” (Đakovo, 2000.)

### Članci
- Barić, Joško. 2013. Kusić, Ante. Hrvatski biografski leksikon. Zagreb.  journal zahtijeva |journal= (pomoć)